# Tri-Wing

A chave Tri-Wing, ou chave Y, é uma ferramenta de metal com cabo de material variado, geralmente plástico ou acrílico, podendo também ser isolada, de ponta em formato de Y. Sua função é ser introduzida na cabeça de um parafuso (tipo Tri-Wing) para girá-lo, apertando-o ou afrouxando-o. Esse tipo de chave é comumente usado em aparelhos fabricados pela Nintendo.
Além do Tri-Wing, existem diversos outros padrões de cabeças de parafuso (e ponteiras de chaves, consequentemente), como Phillips, Torx (estrela), Posidriv, Allen (sextavada) e Robertson (quadrada).